# Santa Eugènia de Sallagosa
Santa Eugènia de Sallagosa (Sainte Eugénie de Saillagouse en francès) és l'església parroquial del poble i comuna de Sallagosa, pertanyent a la comarca de l'Alta Cerdanya, a la Catalunya del Nord.
Està situada a l'extrem nord del nucli antic de Sallagosa, a la Plaça de Santa Eugènia, entre la Ruta d'Estavar i el Carrer del Torrent.

## Història

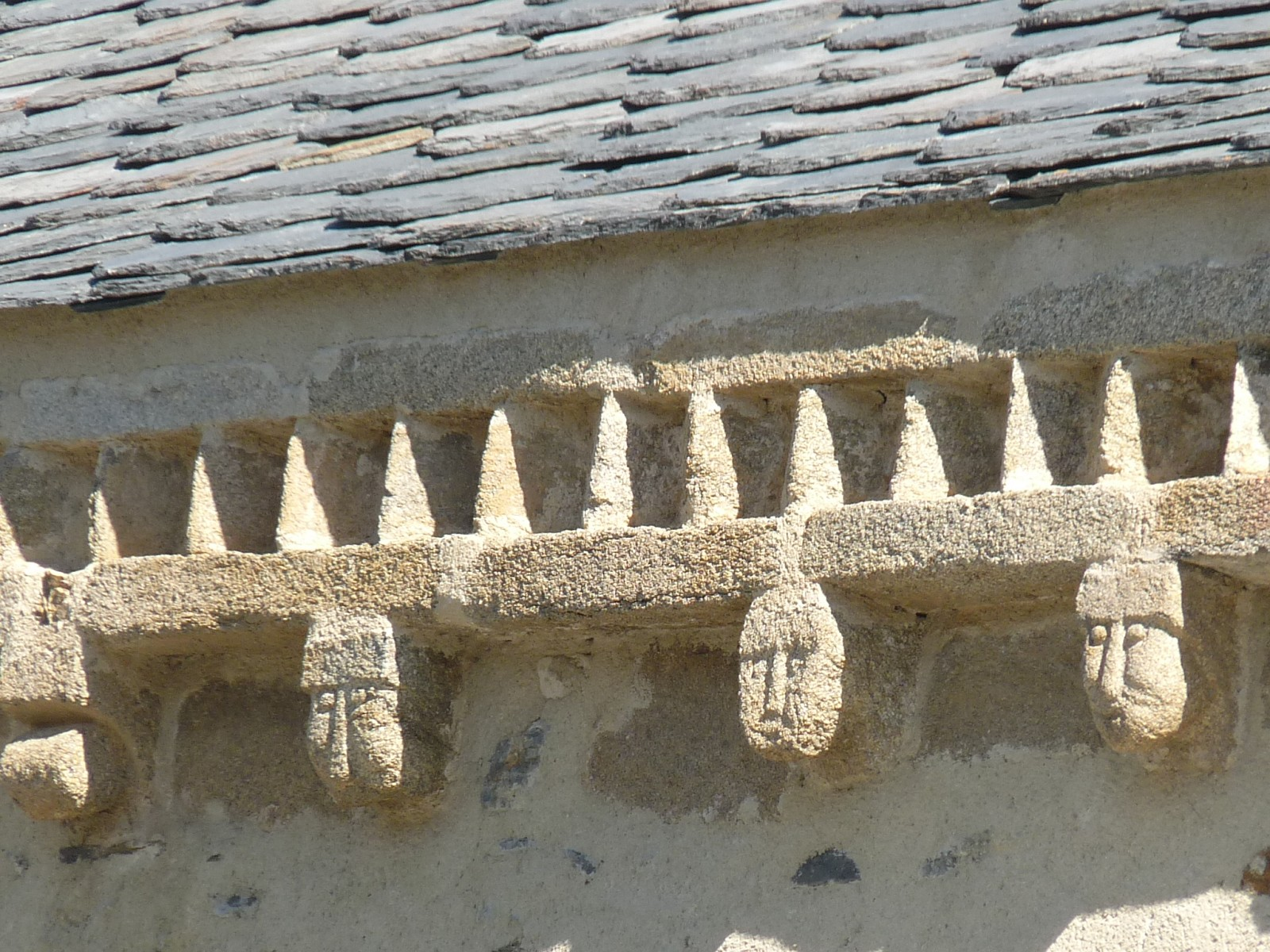
Fris de dents de serra amb mènsules de cara humana

Està documentada per primer cop el 839, a l'Acta de consagració de la catedral d'Urgell, a la diòcesi de la qual pertanyé fins al 1803. L'edifici original preromànic va ser consagrat el 3 de juny del 913 per Nantigís, bisbe d'Urgell. De l'església romànica dels segles XII - XIII, en resta la façana exterior meridional, amb un fris de dents de serra suportat per unes petites mènsules amb cares humanes esculpides, molt primitives.

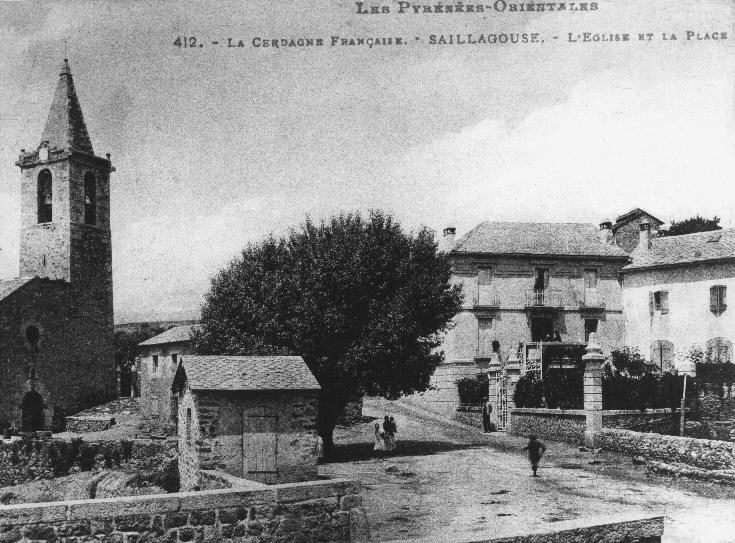
Santa Eugènia de Sallagosa a començaments del segle XX

Al segle xviii, la puixança econòmica i social de Sallagosa es traduí en un seguit de reformes que ampliaren i ennobliren el temple parroquial. A llevant de la nau es bastí en dues etapes l'actual campanar, de base quadrada, amb la data del 1757 escrita a la part inferior. El 1774 se suprimí l'absis semicircular per substituir-lo per una nova façana, i del mateix període és també el cor pentagonal amb volta d'ogives. De nau única, la volta, reforçada amb arcs torals, és apuntada.

## Mobiliari
Com a mobiliari, hi destaca el retaule de l'altar major, de començaments del segle xviii, que podria ser de Pau Sunyer; del mateix segle són el del Sant Crist i el de sant Francesc Xavier. Al Centre d'Art Sacre d'Illa es conserva un frontal d'altar del segle xiii, possiblement procedent d'aquesta església.